# Архітектура муїсків

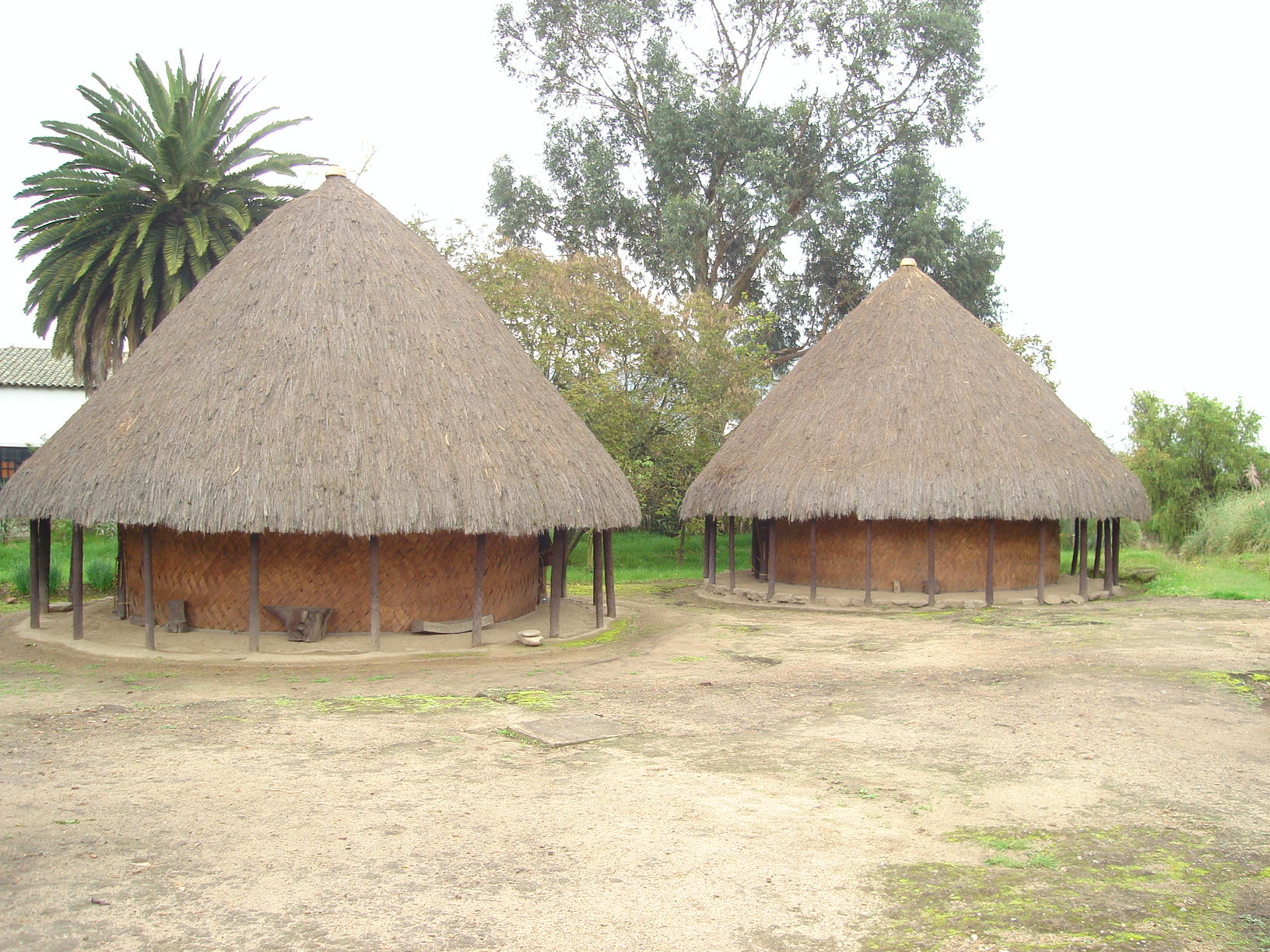
Хатинки муїсків (реконструкція)

Архітектура муїсків — будівлі цивільного та ритуального характеру, що зводилися в поселеннях чибча-муїсків в доколоніальний період. У своєму розвитку сильно поступалася архітектурним технікам інків, мая та ацтеків. Жодна будівля на сьогодні не збереглася: більшість знищили конкістадои, а потім природними явищами та часом. Про них можна судити за описами іспанських загарбників та перших хроністів.

## Матеріал
Будівельним матеріалом була деревина, очерет та глина. Більш міцна та якісна деревина переважно застосовувалася для зведення палаців володарів, знаті, храмів богів. Очерет йшов на дах. Глиняний розчин з соломою (саман) зміцнював стіни. Муїски не застосовували каміння при будівництві.

## Особливості

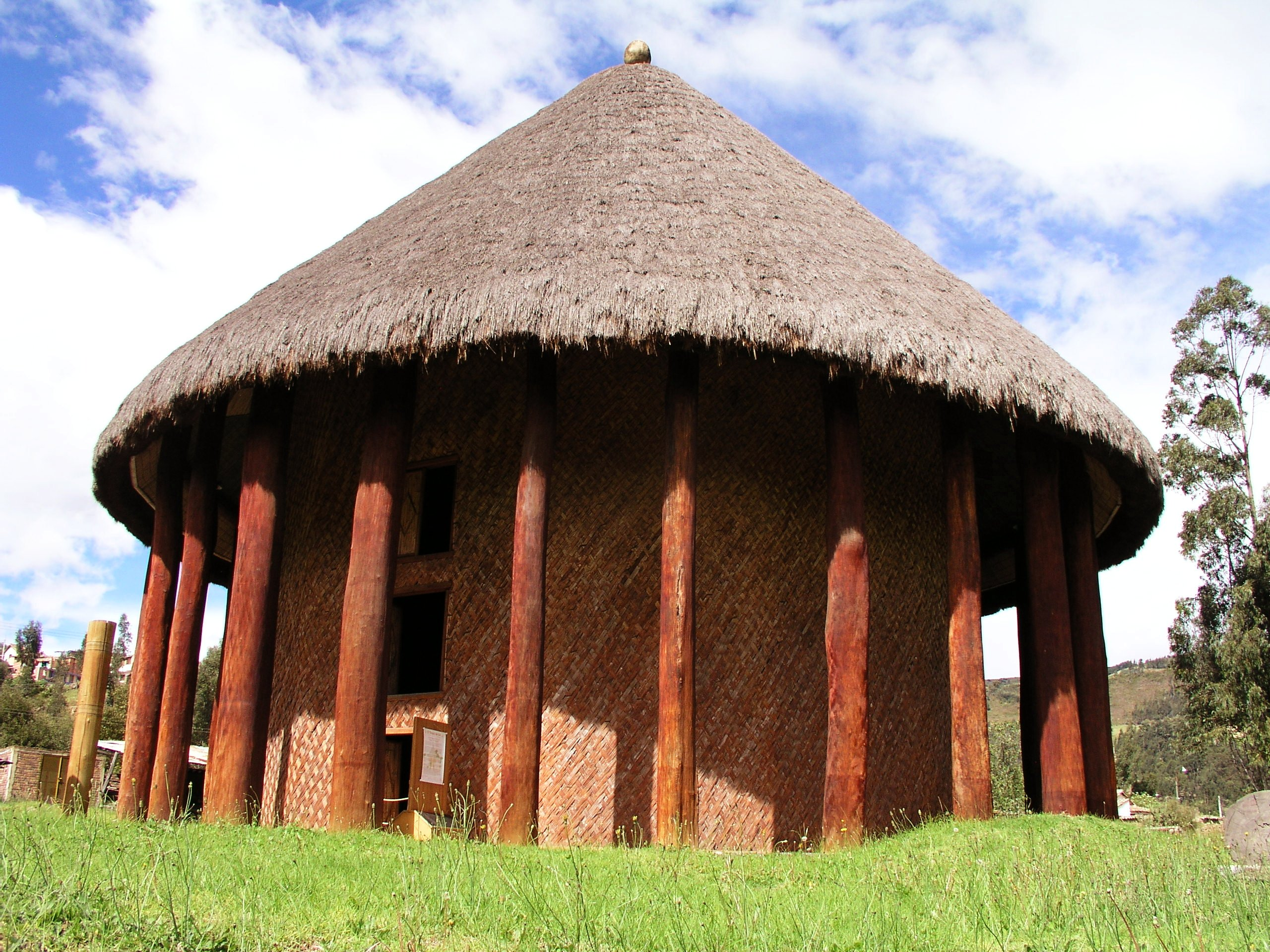
Храм Сонця (реконструкція)

Будинки були двох видів: конічні та прямокутні. Перший складався з стіни округлої форми, в якій робилося декілька нешироких і витягнутих угору дверей, у палацах створювалися невеликі вікна. Навколо нього колом розташовувалися стовпи з міцного дерева, на яких тримається очеретяний дах. Останній мав конічну форму, звідси назва «конічні будівлі». Були доволі поширені в державі Баката та сусідніх з нею касікствах. Своїм виглядом нагадували маленькі замки. Тому Гонсало Хіменес де Кесада назвав місцевість Долиною замків.
Прямокутні будівлі складалися з декількох прямих стін, що покривалися зверху соломою або очеретом в горизонтальному вигляді, тому зовнішнє нагадують прямокутник.
Двері закривала велика ковдра, що робилася з бавовни, листя агави, очерету. Меблі були відсутні: замість столу ковдра, замість ліжка слугувала циновка з очерету, тростини або листя агави.
У голів громад (тибараке) та вождів (сибинтиба) будівлі були більш просторі, ще кращі в усаке (знаті). Будівля голови об'єднання була розкішним палацом, облицьованим золотими листами, прикрашеним різьбленням і настінним розписом. У порівняні з оселями простолюдинів та голів громад і вождів величчю відрізнявся храм Сонця в Іракі. Палац володаря об'єднання охоплювала огорожа. Навколо столиці будувалася потужна дерев'яна стіна з численними виходами для військ, торговців та звичайних мешканців.
Перш ніж опустити опори будинку в заготовлені для них ями, приносили людську жертву, щоб умилостивити богів. Під центральний стовп нового будинку правителя закладали тіло молодої знатної дівчини. І вважалося для неї великою честю померти за добробут усього народу. Потім починалося багатоденне свято, на яке запрошувалися жителі всього селища, а також бродячі блазні й витівники.